# Capitólio
Capitólio là một đô thị thuộc bang Minas Gerais, Brasil. Đô thị này có diện tích 522,079 km², dân số năm 2007 là 7634 người, mật độ 16,1 người/km².